# Римська республіка (1849)
Римська республіка (італ. Repubblica Romana) — короткочасна держава, проголошена 9 лютого 1849 року, коли уряд Папської області був тимчасово замінений республіканським урядом через від'їзд Папи Пія IX до Гаети.

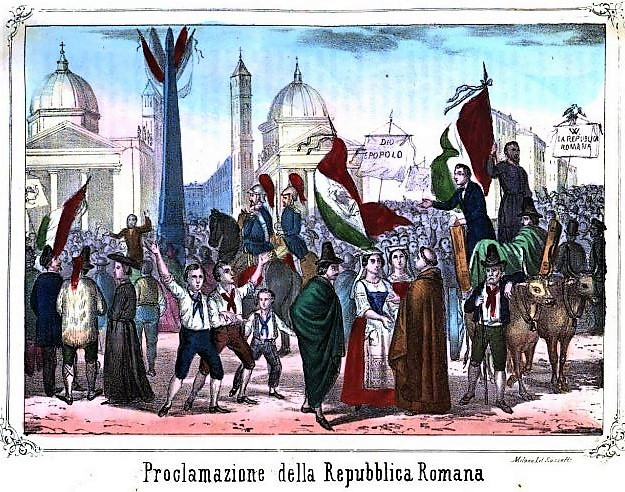
Проголошення римської республіки

Республіку очолювали Карло Армелліні, Джузеппе Мадзіні та Ауреліо Саффі. Разом вони утворили тріумвірат, як відображення форми правління під час кризи Римської республіки в першому столітті до нашої ери. Конституція Римської республіки першою у світі скасувала смертну кару у своєму конституційному праві.
Припинила існування через військову інтервенцію Франції під проводом Луї Наполеона Бонапарта, який хотів відновити Папську державу. Коли Римські національні збори визнали за неможливе подальшу оборону і запропонували тріумвірам розпочати переговори з французьким генералом Шарлем Удіно про здачу Риму, Мадзіні разом із товаришами склав із себе повноваження та емігрував до Лондона. 4 липня 1849 року національні збори визнали поразку та оголосили про передачу влади папі Пію IX.